# 데시마 가즈키
데시마 가즈키(일본어: 手島 和希, 1979년 6월 7일 ~ )는 일본의 전 축구 선수이다. 1999년부터 교토 퍼플 상가에서 242경기를 뛰었으며 현재 교토의 최다 출전 선수로 기록되어 있다. 

## 클럽 경력
고등학교를 졸업한 후, 그는 1998년 요코하마 플뤼겔스에 입단했다. 그러나 팀의 재정적 어려움으로 인해 1998년 시즌 말에 팀이 해체되었고, 1999년에 엔도 야스히토, 쓰지모토 시게키 등과 함께 교토 퍼플 상가(후에 교토 상가 FC)로 이적해 센터백으로 뛰었다. 2006년에 감바 오사카로 이적했으나 경기에는 출전하지 못했고 2006년 4월에 다시 교토 퍼플 상가로 복귀했다. 점점 출전 기회를 잃던 그는 2009년 시즌 말에 은퇴했다.

## 국가대표팀 경력
그는 1998년 아시안 게임에 참가할 일본 U-23 국가대표팀에 발탁되었다. 1999년 FIFA 세계 청소년 축구 선수권 대회에 참가할 일본 U-20 국가대표팀에도 발탁되었으며, 7경기에 출전, 준우승에 기여했다.